# Клинская ёлочная игрушка

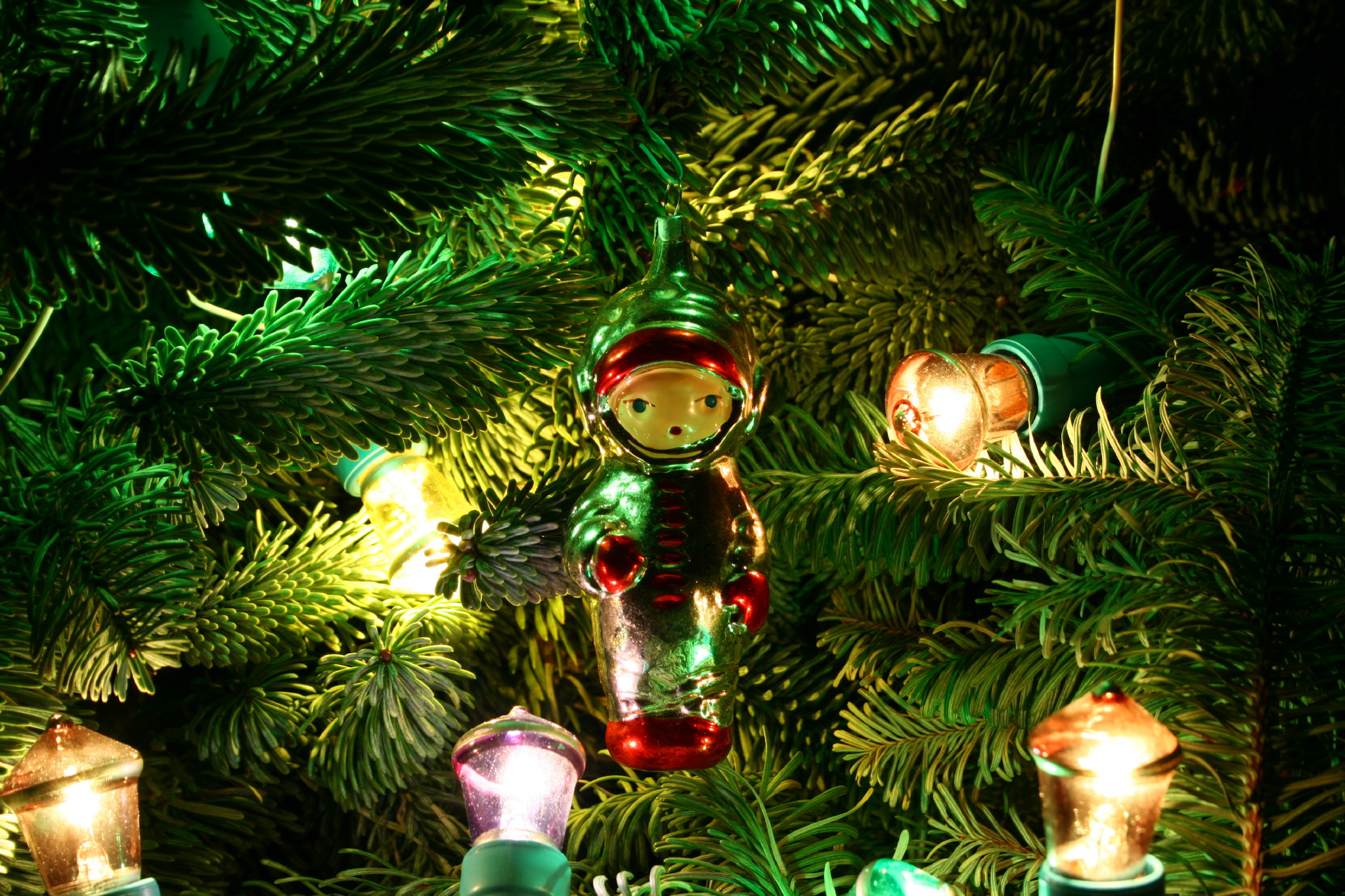
Ёлочная игрушка «космонавт». 1960-е

Клинская ёлочная игрушка — народный художественный промысел по выпуску стеклянных ёлочных украшений в Клину Московской области. Традиция насчитывает более ста тридцати лет, клинский промысел ёлочных игрушек считается старейшим в стране. Современное производство сосредоточено на двух фабриках ОАО «Ёлочка» — в городе Высоковске и деревне Корост. В Клину работает музей местной ёлочной игрушки «Клинское подворье», насчитывающий двенадцать залов.
История клинского стеклодувного промысла началась в 1818 году, когда правнук сподвижника Петра I князь А. С. Меншиков узнал, что на территории полученного им по наследству от отца имения Александрово находятся крупные залежи песка, и в 1849 году открыл там стекольное производство по изготовлению колб для керосиновых ламп, посуды, бутылок, аптечного и цветного стекла. На заводе трудилось 176 опытных рабочих, пришедших с заводов Владимирской и Тверской губерний. Расцвет предприятия Меншикова пришёлся на 1860—1870-е годы, когда на нём производилось до 1 млн 600 тыс. предметов сортовой посуды. Продукция завода успешно участвовала во всероссийских мануфактурных выставках в Москве и Петербурге. После смерти князя стеклодувная фабрика закрылась, но её работники уже освоили тонкости технологии для того, чтобы наладить кустарное стеклодувное производство на дому и в мелких семейных мастерских, и поначалу это были женские украшения (дутые «камушные» бусы «крали», серёжки и кокошники) и пуговицы.
Постепенно в течение первой половины XIX века в Россию пришла мода украшать рождественскую ёлку игрушками, и в Клину занялись производством сначала ёлочных стеклодувных бус длиной до четырёх метров, за которыми последовали стеклянные шары, самоварчики и чайнички, фигурки животных и сказочных персонажей. Датой основания промысла клинской ёлочной игрушки считается 1887 год. После Октябрьской революции стеклодувы работали в кооперативных артелях. В 1929 году, после запрета Рождества Христова, клинские стеклодувы перешли на выпуск предметов термометрии и лабораторного химического оборудования. В 1936 году, когда правительство разрешило новогодние ёлки, было возрождено производство ёлочных игрушек в самом Клину и деревнях Корост, Некрасино и Гологузово, были освоены изделия с советской эмблематикой. В селе Воздвиженском открылось фабрично-заводское училище, стали складываться трудовые династии стеклодувов. Во время Великой Отечественной войны клинский промысел понёс существенный ущерб, артельные дома были разрушены врагом. В 1970-е годы мелкие стекольные производства были объединены в фабрику «Ёлочка». В 1993 году было создано ОАО «Ёлочка», которое, как продолжатель народного промысла, отказалось от стеклодувных автоматов, придерживается традиционного способа выдувки и возвращает в производство забытые приёмы.
Современное производство клинской ёлочной игрушки — круглогодичное и включает несколько стадий. В стеклодувном цеху стеклянным заготовкам-трубочкам придают форму будущего изделия, с газовыми горелками работают в основном женщины, каждая из 25 работниц стеклодувного цеха производит около трёхсот шариков или сотню «верхушек» или до полутора сотен формовых игрушек. После выдувания прозрачные стеклянные игрушки подвергают металлизации алюминием, а затем покраске. После сушки цветные игрушки расписывают узорами и орнаментами с помощью акриловых и лаковых красок и блестящей цветной присыпки.